# 米国秘書検定
米国秘書検定（べいこくひしょけんてい、Certified Professional Secretary、通称「CPS（シーピーエス）」）とは、かつて米国のプロフェッショナル認定団体であるIAAP(International Association of Administrative Professionals)により実施されていた検定試験。1951年に初めて実施され、約64,000人のホルダーが世界中にいる。日本の会場試験は1996年より翻訳学校のバベルが運営していた。
2011年11月、米国経営管理プロフェッショナル能力検定(Certified Administrative Professional、通称「CAP（シーエーピー）」）に名称が変更され、秘書資格ではなくなった。マネジメント・ビジネスコミュニケーション・会計・IT・情報セキュリティなどの広範囲なビジネス能力・知識を求められる。出題はすべて英語の4択試験である。2015年3月より、これまでのマークシート方式から会場型コンピュータ試験（Computer-Based Testing）に変更されている。